# Harpalyce flexuosa
Harpalyce flexuosa är en ärtväxtart som beskrevs av Attila L. Borhidi och O.Muniz. Harpalyce flexuosa ingår i släktet Harpalyce och familjen ärtväxter. Inga underarter finns listade i Catalogue of Life.